# مصدر
مَصدَر یا بُنِ واژِه، واژه‌ای است که تنها مفهوم اصلی فعل را می‌رساند، در حالی که فعل علاوه بر مفهوم رسانی، بر زمان دستوری، شخص و شمار آن نیز دلالت می‌کند. در مصدر زمان و شخص و شمار، معلوم نیست و به همین دلیل مصدر یکی از اقسام اسم به‌شمار می‌آید.
بسیاری از فعل‌ها در زبان فارسی دارای دو مصدر هستند. یکی گذشته و دیگری حال مثل: رُستن و روییدن، جستن و جهیدن و…. بعضی از فعل‌ها نیز سه یا بیشتر مصدر دارند مانند:
- خوابیدن- خفتن - خفتیدن - خسبیدن - خفسیدن- خُتیدن- این‌ها مصدر هستند (که البته به خاطر تحول واجی در زمان‌های گذشته این اتفاق افتاده‌است مثلاً کلمه «خواب» از تحول واجی کلمهٔ «خفتن» به وجود آمده‌است).

در زبان‌های اصلی هندواروپایی ظاهراً مصدر وجود نداشته‌است. اصولاً همهٔ زبان‌ها صیغهٔ خاصی را برای بیان معنی مصدر دارا نیستند و آنجاها که این صیغه وجود دارد صورت و ساختمان کلمه، حتی در زبان‌های نزدیک و همسایه با هم مطابقت نمی‌کند.
این صیغه در هریک از زبان‌های هندواروپایی به‌طور مستقل ساخته و پرداخته شده‌است. به این سبب ساختمان این صیغه حتی در زبانه‌های قدیم هندواروپایی یکسان نیست. تنها در زبان یونانی باستان یکی از وجوه پسوند مصدر که «ai-» باشد با صورت مصدر مختوم به «dhyâi-» که در زبان‌های ودایی و اوستایی وجود دارد شبیه است ولی با وجود این شباهت نمی‌توان به یقین گفت که این وجوه در زبان‌های مذکور با هم ارتباطی دارند. (صیغه‌ای که در آن از این پسوند استفاده می‌شده دو مورد استعمال داشته‌است :یکی در امر و دیگری در مصدر).

## مصدر در زبان‌های ایرانی

### فارسی باستان
در فارسی باستان که زبان کتیبه‌های شاهان هخامنشی است صیغهٔ مصدری در جمله که بکار رفته تابع فعلی است؛ یعنی مصدر برای یکی از افعالی که دارای معانی‌ای مانند فرمودن و یارستن و شایستن باشد در حالت رائی (حالت مفعولی) واقع می‌شود. در این حال جزءِ اخیر مصدر همیشه «tanaiy-» است.
این جزء خودمرکب از دو قسمت است: یکی مادهٔ آن که «tan-» باشد و دیگری «aiy-» که جزء صرفی کلمه در حالت رائی مفرد است.

### زبان اوستایی
یکی از نشانه‌های مصدر در زبان اوستایی پسوند «-θan-» است که از اصل هندوایرانی «tna-» آمده و معادل مادهٔ «-tan-» در فارسی باستان است.

### پهلوی اشکانی
در این متون پهلوانیک پسوند مصدر به سه صورت «-تن»، «-دن» و «-ذن» دیده می‌شود. این هر سه صورت بازماندهٔ همان پسوند «tanaiy-» فارسی باستان است.
صورت «دن» به مصدرهایی اختصاص دارد که در آن‌ها پیش از این پسوند، یکی از دو صامت «ر» یا «ن» باشد. صورت «ذن» نیز درمواردی که پیش از آن مصوتی وجود داشته باشد آمده‌است.

### پهلوی ساسانی
در متون مانوی که به زبان پارسیک نوشته شده‌است پسوند مصدر به هر دو صورت «-تن» و «-دن» وجود دارد. مانند این کلمات:

ایاب نبیگ نبیشتن = یا کتاب نوشتن

ایاب نگار نگاردن = یا نقشی نگاشتن

## مصدر در فارسی امروزی
از آنچه در بخش قبل گفته شد این نتیجه حاصل می‌شود که پسوند مصدر در زبان فارسی «-تن» است.

پس طریقهٔ ساخت مصدر در زبان فارسی می‌شود: بن (ماده) فعل + تَن.

مثلاً: 
همچنین اینکه در زبان فارسی مثل بعضی از زبان‌های شاخهٔ هندواروپایی دیگر، نوعی روش برای ساخت مصدر از اسم یا صفت است که آن را مصدر جعلی یا برساخته می‌گویند که طرز ساخت اینگونه است:
مثلاً: خواب + یدن {\displaystyle \Leftarrow } خوابیدن

چرخ + اندن {\displaystyle \Leftarrow } چرخاندن

رنج + انیدن {\displaystyle \Leftarrow } رنجانیدن

البته «اندن» و «انیدن» برای ساخت مصدرهای متعدی (مصادری که به مفعول نیاز دارند) بکار می‌رود.

## نکته‌ای در مورد پسوند مصدر
اشتباهی که در اینجا ممکن است پیش آید، این است که بعضی افراد پسوند مصدر را فقط «-َن» می‌پندارند به این دلیل که با حذف نون از مصدر، بن فعل ماضی (یعنی فعل ماضی سوم شخص مفرد) حاصل می‌شود و از این قرار حرف «ت» را در مصدر و ماضی یکی دانسته‌اند.
ولی این نکته درست نیست؛ یعنی حرف «ت» (یا در بعضی موارد «د») در بن ماضی جز تصریفی دیگری است.

باید گفت که در پارسی باستان طریقه‌ای برای ساختن صفت مفعولی وجود داشته و آن این است که به ریشهٔ ضعیف کلمه (در فعل پسوند «تَ = ta» می‌افزودند؛ مثلاً:
| ریشه | صفت مفعولی | معادل فارسی |
| ---- | ---------- | ----------- |
| kr   | krta       | کرده        |

در پهلوی از صفت مفعولی مختوم به جزء «تَ=ta» مادهٔ خاصی برای صیغه‌های ماضی ساخته شده و به همین صورت به فارسی دری رسیده‌است.
اما سؤال دیگری که اینجا پیش می‌آید این است که اگر «-َن» پسوند مصدری نیست پس چرا ما به جای استفاده از مصدرهای خوانتن، ایستاتن و…، از مصدرهای خواندن، ایستادن و… استفاده می‌کنیم؟

در جواب این سؤال باید گفت که پسوند مصدری «-تن» در تحول زبان فارسی باستان به فارسی میانه در بعضی موارد به «-دن» تبدیل شده که دلیل آن به نام قانونی به نام قانون همگونگی در تحول واج‌ها است. به موجب این قانون دو صورت گفتار که مجاور یا نزدیک به هم باشند بعضی از صفات یکدیگر را کسب می‌کنند یا بکلی یکسان می‌شوند. از جمله انواع همگونگی واک‌ها آنست که هرگاه در کلمه‌ای دو واک مجاور یکدیگر واقع شوند که یکی آوایی و دیگری بی آوا باشد آوای واک نخستین به دومی سرایت می‌کند و آن را به واک «آوایی» هم مخرج خود مبدل می‌سازد، و این امر را همگونگی در آوا می‌خوانند.

باید بدانیم مجموع واکهایی که در زبان فارسی قبل از پسوند مصدر واقع می‌شوند یازده عدد است و عبارتند از:

صامت: خ، ر، س، ش، ف، ن

مصوت: آ، اَ، اُ، او، ای

و اگر این صامتها را بر حسب «آوایی» و «بی آوا» به دو دسته تقسیم بکنیم به صورت زیر خواهند بود:

صامت آوایی: ر - ن

صامت بی آوا: خ - س - ش - ف
می‌دانیم که صامت «ت» که در آغاز پسوند مصدری «تن» است بی آوا است. چون این صامت در مجاورت یکی از مصوتهای پنجگانه یا یکی از دو صامت آوایی قرار گیرد آوای واک ماقبل بدان سرایت می‌کند و به همین دلیل به صامت «د» (که با «ت» در مخرج یکسان است و تنها اختلاف این دو واک در آوایی بودن دال است) بدل می‌شود.

به این ترتیب:
| خوانتن{\displaystyle \Leftarrow }خواندن   |
| ایستاتن{\displaystyle \Leftarrow }ایستادن |

مصدرهایی که در آن‌ها قبل از پسوند یکی از صامت‌های بی آوا بوده‌است طبعاً در معرض چنین تبدیلی واقع نشده‌اند و پسوند «تن» در آن‌ها به صورت اصلی مانده‌است. مثل: گفتن، ساختن، بستن
البته باید گفت که این قانون یک قاعدهٔ عام است و به این مورد گفته شده اختصاصی ندارد؛ مثلاً: ماتر {\displaystyle \leftarrow } مادر

## انواع مصدر
مصدرها را می‌توان از جوانب متعددی دسته‌بندی کرد که در اینجا تعدادی از آن دسته‌بندی‌ها آمده‌است:
| نام مصدر  | توضیح                                                             | مثال   | نام مصدر متضاد |
| --------- | ----------------------------------------------------------------- | ------ | -------------- |
| مصدر اصلی | مصدری که از اصل به عنوان مصدر به کار می‌رود                        | شکستن  | مصدر جعلی      |
| مصدر جعلی | مصدری که از اصل مصدر نیست و با افزودن «یدن» و … به اسم مصدر می‌شود | نامیدن | مصدر اصلی      |

| نام مصدر         | توضیح                                                                     | مثال        | نام مصدر متضاد |
| ---------------- | ------------------------------------------------------------------------- | ----------- | -------------- |
| مصدر ساده (بسیط) | مصدری که بن آن از یک ماده تشکیل شده باشد. (البته از نظر دستوری فارسی دری) | آمدن        | -              |
| مصدر مرکب        | مصدری که از فعل مرکب درست شده باشد.                                       | رنج بردن    | -              |
| مصدر عبارت فعلی  | مصدری که از یک عبارت فعلی تشکیل شده باشد                                  | از سر گرفتن | -              |
| مصدر پیشوندی     | مصدری که حرف اضافه در ساختار آن فعل باشد (از فعل پیشوندی درست شده باشد)   | برگشتن      | -              |

| نام مصدر         | توضیح                                | مثال                 | نام مصدر متضاد    |
| ---------------- | ------------------------------------ | -------------------- | ----------------- |
| مصدر تام         | مصدری که در آن حذفی صورت نگرفته باشد | شستن                 | مصدر مرخم (بریده) |
| مصدر مرخم (مخفف) | مصدری که نون آخر آن حذف شده باشد     | نشست (به معنی مصدری) | مصدر تام          |
| اسم مصدر         | اسمی که حاصل معنی مصدر می‌دهد.        | روش، گفتار، دانایی   | -                 |

توضیح: در مورد مثال مصدر مرخم باید گفته شود که آن را نباید با بن فعل ماضی اشتباه گرفت در اینجا نشست به معنی مصدری می‌باشد به مثال‌ها توجه کنید:

«نشست و برخاست» در اصل «نشستن و برخاستن»

نشست در عبارت «نشست کوه» در اصل به معنی «نشست کردن کوه»
| نام مصدر              | توضیح                          | مثال  | نام مصدر متضاد |
| --------------------- | ------------------------------ | ----- | -------------- |
| مصدر دوگانه (ذووجهین) | مصدری که هم لازم است هم متعدی  | شکستن | -              |
| مصدر لازم             | مصدری که به مفعول نیازی ندارد. | رفتن  | مصدر متعدی     |
| مصدر متعدی            | مصدری که به مفعول نیاز دارد.   | خوردن | مصدر لازم      |

توضیح: در مورد مصدر متعدی باید گفته شود که که خود آن به سه قسم تقسیم می‌شود:
1. مصدر سماعی: مصدرهایی که به‌طور کلی بن فعل آن‌ها متعدی است.
2. مصدر قیاسی: مصدرهایی که به‌طور کلی بن فعل آن‌ها نیازی به مصدر ندارد ولی با افزودن «انیدن» و … به متعدی تبدیل می‌شودند.
3. مصدر دومفعولی: مصدرهایی که بن فعل آن‌ها از اول متعدی است ولی با افزودن «انیدن» و … به مصدرهایی دومفعولی تبدیل می‌شوند.